# Шёндёрффер, Пьер
Пьер Шёндёрффер (фр.  Pierre Schoendoerffer, 5 мая 1928 — 14 марта 2012) — французский кинорежиссёр, сценарист, прозаик и военный корреспондент, обладатель «Оскара» за лучший документальный полнометражный фильм за ленту «Взвод Андерсона» (1967). Шёндёрффер был ветераном Первой Индокитайской войны, которая стала главной темой большинства его фильмов.

## Биография
Шёндёрффер родился в семье выходцев из Эльзаса, которые решили выбрать французское гражданство. Он провёл детство в Анси, где его отец руководил госпиталем. В 19 лет он завербовался на шведское грузовое судно моряком и два года провёл на Северном и Балтийском морях. Затем он прошёл годовую службу в армии по призыву.
После демобилизации Шёндёрффер решил, что хочет работать в кинематографе, но без опыта он не мог никуда устроиться. Прочитав в газете о погибшем 20 февраля 1952 года в Индокитае операторе Жорже Ковале, он завербовался в Военную кинематографическую службу (SCA), чтобы освещать Первую Индокитайскую войну. Там одним из его коллег стал Рауль Кутар — будущий оператор главных фильмов Годара и самого Шёндёрффера. Шёндёрффер снимал на киноплёнку решающее сражение при Дьенбьенфу (1954) с первых дней (в самом начале он получил ранение и был эвакуирован, но через десять дней вернулся). Перед капитуляцией французов в мае 1954 года он уничтожил все свои плёнки, кроме шести бобин, которые рассчитывал сохранить при побеге из плена, но был пойман вьетнамцами. В плену Шёндёрффера встретил советский документалист Роман Кармен, интервьюировавший его и ещё нескольких пленных для своего фильма «Вьетнам» (это интервью не вошло в фильм, возможно целью Кармена было спасти коллегу). Спасённые бобины попали к Кармену, и кадры с них вошли в его фильм. Шёндёрффер оставался в плену ещё несколько месяцев, пока не был обменян.
Следующие несколько лет Шёндёрффер работал фотокорреспондентом в Южной Азии для Time и Paris Match. В Гонконге он познакомился с писателем Жозефом Кесселем, который предложил ему поставить в Афганистане фильм по своему сценарию. Фильм «Ущелье дьявола» (1958), снятый совместно Шёндёрффером и Жаком Дюмоном, также стал первой операторской работой Кутара и попал в конкурс Берлинского кинофестиваля.
В следующем году Шёндёрффер экранизировал два романа автора приключенческой прозы Пьера Лоти «Рамунчо» и «Исландский рыбак». Эти фильмы прошли незамеченными, но Шёндёрффер убедил их продюсера Жоржа де Борегара дать ему возможность сделать фильм на индокитайском материале. «317-й взвод» (1965, экранизация романа самого Шёндёрффера), история отступающего по враждебным джунглям французского отряда, стал образцом военного фильма, о влиянии которого позже рассказывали режиссёр «Взвода» Оливер Стоун и сценарист «Апокалипсиса сегодня» Джон Милиус.
В 1966 году Шёндёрффер отправился на Вьетнамскую войну, где был прикомандирован к американскому взводу под командованием лейтенанта Джозефа Андерсона, входившему в 1-ю кавалерийскую дивизию США. Шёндёрффер документировал будни взвода для телевизионного фильма по заказу французского телеканала ORTF. «Взвод Андерсона» принёс Шёндёрфферу «Оскар» за лучший документальный полнометражный фильм.
В 1976 году Шёндёрффер получил Большую премию Французской академии за роман «Краб-барабанщик» — воспоминания старых участников колониальных войн о своём отважном сослуживце. Через год он экранизировал книгу; фильм «Краб-барабанщик» (1977) был номинирован на шесть премий «Сезар» и победил в трёх номинациях.
Предпоследним фильмом режиссёра стала совместная франко-вьетнамская военная драма «Дьенбьенфу» (1992) о трагичном для французов решающем сражении Первой Индокитайской войны. Съёмки проходили в самом Вьетнаме, с участием солдат и техники вьетнамской армии. В организации съёмок Шёндёрфферу активно помогала первая вьетнамская женщина-кинорежиссёр Бать Зьеп. События битвы в этом автобиографическом фильме представлены с практически хронологической точностью. В скромной роли самого фронтового кинооператора Пьера Шёндёрффера снялся его сын Людовик Шёндёрффер.
Последний фильм «Король выше облаков», экранизацию ещё одного собственного романа, Пьер Шёндёрффер снял в 2003 году.
Михаил Трофименков называет Шёндёрффера «певцом „потерянных солдат“ колониальных войн, героических поражений». Кроме войны в Индокитае он воспевал алжирскую войну, делая героями своих фильмов оасовцев, дружбой с которыми гордился. Прототипом главного героя «Краба-барабанщика» был оасовец Пьер Гийом, сыгравший в картине эпизодическую роль, а в фильме «Честь капитана» (1982) Шёндёрффер поддержал разделяемую преимущественно в правых кругах и непопулярную в среде интеллигенции позицию о том, что в Алжире французские военные не применяли пыток.

## Режиссёрская фильмография
| Год  | Фильм               | Примечание                                                                                            |
| ---- | ------------------- | --- |
| 1958 | Ущелье дьявола      | Совместно с Жаком Дюпоном.                                                                            |
| 1959 | Рамунчо             | Также автор сценария.                                                                                 |
| 1959 | Рыбак из Исландии   | Также автор сценария.                                                                                 |
| 1965 | 317-й взвод         | Также автор сценария. Приз за лучший сценарий Каннского кинофестиваля.                                |
| 1966 | Цель: 500 миллионов | Также автор сценария.                                                                                 |
| 1967 | Взвод Андерсона     | Документальный. Также автор сценария, продюсер. «Оскар» за лучший документальный полнометражный фильм |
| 1977 | Краб-барабанщик     | Также автор сценария. Номинации на «Сезар» за лучший фильм и «Сезар» за лучшую режиссуру.             |
| 1982 | Честь капитана      | Также автор сценария                                                                                  |
| 1992 | Дьенбьенфу          | Совместно с Бать Зьеп. Также автор сценария.                                                          |
| 2003 | Король выше облаков | Также автор сценария                                                                                  |